# El Porvenir (El Salvador)
El Porvenir è un comune del dipartimento di Santa Ana, in El Salvador.